# Nueva Alianza, Chiapas
Nueva Alianza är en ort i Mexiko.   Den ligger i kommunen Ostuacán och delstaten Chiapas, i den sydöstra delen av landet, 700 km öster om huvudstaden Mexico City. Nueva Alianza ligger 143 meter över havet och antalet invånare är 288.
Terrängen runt Nueva Alianza är huvudsakligen kuperad. Nueva Alianza ligger nere i en dal. Runt Nueva Alianza är det ganska glesbefolkat, med 35 invånare per kvadratkilometer. Närmaste större samhälle är Ostuacán, 0,81 km väster om Nueva Alianza. I omgivningarna runt Nueva Alianza växer huvudsakligen savannskog.